# Stoke Poges
Stoke Poges est un village et une paroisse civile du Buckinghamshire (Angleterre), situé au sud du district de South Bucks à environ 5 km au nord de Slough. Le village est connu pour son manoir de Stoke Park, désormais un country club et hôtel 5 étoiles qui a servi de décor au tournage de plusieurs films. En 2011, il faisait partie des 10 villages d'Angleterre où le prix de l'immobilier est le plus élevé.